# Micralarctia evadne
Micralarctia evadne là một loài bướm đêm thuộc phân họ Arctiinae, họ Erebidae.